# NGC 655
NGC 655 is een lensvormig sterrenstelsel in het sterrenbeeld Walvis. Het hemelobject werd in 1886 ontdekt door de Amerikaanse astronoom Ormond Stone.

## Synoniemen
- PGC 6262
- MCG -2-5-37